# Rabbi, Trento
Rabbi är en ort och kommun i provinsen Trento i regionen Trentino-Sydtyrolen i Italien. Kommunen hade 1 353 invånare (2018).